# Gare de Condé-sur-Noireau
Pour les articles homonymes, voir Gare de Condé (homonymie).
La gare de Condé-sur-Noireau est une ancienne gare ferroviaire française de l'ancienne ligne de Caen à Cerisy-Belle-Étoile, située sur le territoire de la commune de Condé-sur-Noireau, dans le département du Calvados, en région Normandie.
Elle est mise en service en 1868 par la Compagnie des chemins de fer de l'Ouest et fermée à tout trafic en 1979.

## Situation ferroviaire
Établie à 79 m d'altitude, la gare de Condé-sur-Noireau est située au point kilométrique (PK) 291,700 de l'ancienne ligne de Caen à Cerisy-Belle-Étoile, entre les gares de Pont-Érambourg et de Caligny.

## Histoire
Le chemin de fer avait été souhaité, dès 1858, par la population de Condé-sur-Noireau pour permettre le désenclavement de cette ville et pour accompagner le développement industriel qu'elle connaissait à l'époque. C'est ainsi que la gare de Condé-sur-Noireau a ouvert ses portes en 1868. Cinq ans plus tard (le 15 avril 1874), on ouvrait la ligne de Condé-sur-Noireau à Caen via Berjou, ce qui permettait la liaison Caen-Flers. En 1875, quatre trains y circulaient quotidiennement.
Un grave accident eut lieu en 1910 en gare de Condé-sur-Noireau à la suite de la collision de deux trains de marchandises. Cet accident coûta la vie à un cheminot. Le trafic marchandises y était très actif. En 1921, pour la foire de la Saint Gilles, la gare de Condé-sur-Noireau eut ainsi à expédier 125 wagons de chevaux et 20 wagons de bêtes à cornes.
En juin 1944, la gare fut très sévèrement bombardée (ainsi que la ville). Elle fut partiellement reconstruite après la libération.
C'est en 1970 que le service voyageur fut supprimé. La dernière rotation des autorails Picasso se produisit le 3 mai. Quant aux trains de marchandises, ils circulèrent encore jusqu'en décembre 1979. La gare attend des jours meilleurs avec une lueur d'espoir due au débat régional mené dans les années 2000 pour réouverture de la ligne au service TER et à une exploitation touristique. Finalement, le 12 décembre 2006, le Conseil Régional de Basse-Normandie a pris la décision de sauvegarder la ligne.

## Bâtiment voyageurs
L'ancien bâtiment voyageurs de la gare est du style « standard Ouest 1re Classe ». Dans son architecture initiale, la gare comportait deux ailes. Celles-ci n’ont pas été conservées lors de la reconstruction.

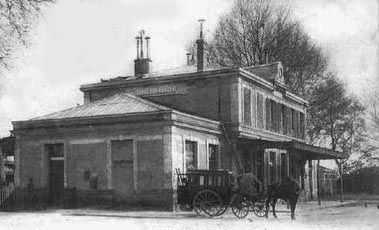
La gare en 1899
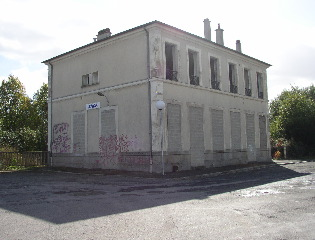
La gare de Condé-sur-Noireau en 2006